# Südostdeutsche Fußballmeisterschaft 1919/20

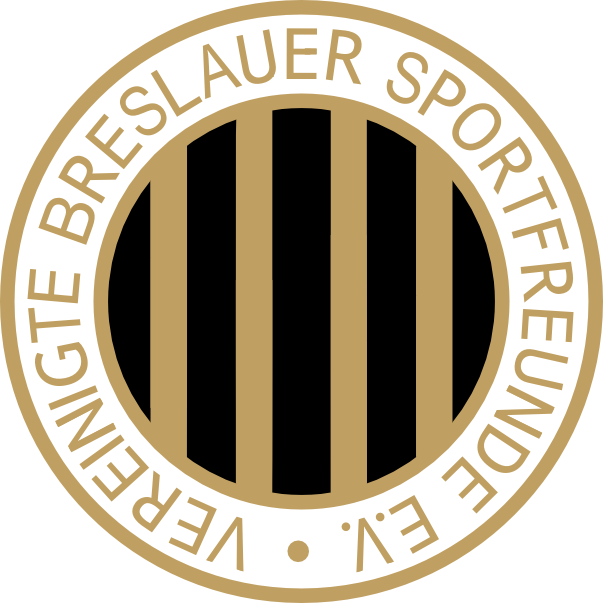
Vereinigte Breslauer Sportfreunde – Südostdeutscher Meister 1920

Die südostdeutsche Fußballmeisterschaft 1919/20 war die neunte Austragung der südostdeutschen Fußballmeisterschaft des Südostdeutschen Fußball-Verbandes (SOFV) und zeitgleich die erste Austragung nach dem Ersten Weltkrieg. Die Meisterschaft gewannen die Vereinigten Breslauer Sportfreunde durch einen 6:2-Erfolg im Finale gegen den FC Viktoria Forst. Es war Breslaus erster von fünf Meistertitel des Südostdeutschen Fußball-Verbandes. Durch den Gewinn der Verbandsmeisterschaft qualifizierten sich die Breslauer für die deutsche Fußballmeisterschaft 1919/20, bei der die Mannschaft nach einem 3:2-Heimsieg gegen den SC Union Oberschöneweide das Halbfinale erreichte, dort jedoch nach einer 0:4-Niederlage gegen den Titelverteidiger SpVgg Fürth ausschied.

## Modus
Die Fußballmeisterschaft wurde in diesem Jahr in fünf regionalen 1. Bezirksklassen ausgespielt, deren Sieger für die Endrunde qualifiziert waren. Die vor dem Ersten Weltkrieg vorhandene Bezirksklasse Posen wurde nicht mehr ausgespielt, da die Provinz Posen im Versailler Vertrag Polen zugesprochen wurde. Die ehemalige Bezirksklasse Breslau trug nun den Namen Mittelschlesien-Breslau. Die Bezirksklasse Oberschlesien war in die Gaue Beuthen, Gleiwitz, Kattowitz und Ratibor, die Bezirksklasse Niederschlesien in die Gaue Liegnitz und Schweidnitz, die Bezirksklasse Oberlausitz in die Gaue Görlitz und Sagan eingeteilt.
| Bezirk                  | Bezirksmeister                    |
| ----------------------- | --------------------------------- |
| Niederlausitz           | FC Viktoria Forst                 |
| Oberlausitz             | Saganer SV                        |
| Niederschlesien         | ATV Liegnitz                      |
| Mittelschlesien-Breslau | Vereinigte Breslauer Sportfreunde |
| Oberschlesien           | Beuthener SuSV 09                 |

## Bezirksliga Niederlausitz
| Pl. | Verein                 | Sp. | S | U | N | Tore    | Quote | Punkte |
| --- | ---------------------- | --- | - | - | - | ------- | ----- | ------ |
| 1.  | FC Viktoria Forst (M)  | 7   | 6 | 0 | 1 | 027:800 | 3,38  | 12:20  |
| 2.  | FC Amicitia Forst      | 4   | 3 | 0 | 1 | 014:800 | 1,75  | 06:20  |
| 3.  | FV Brandenburg Cottbus | 5   | 3 | 0 | 2 | 008:700 | 1,14  | 06:40  |
| 4.  | Cottbuser FV 98 A      | 2   | 1 | 1 | 0 | 002:100 | 2,00  | 03:10  |
| 5.  | SC Viktoria Cottbus    | 3   | 1 | 1 | 1 | 002:700 | 0,29  | 03:30  |
| 6.  | FC Deutschland Forst   | 4   | 1 | 0 | 3 | 003:500 | 0,60  | 02:60  |
| 7.  | VfB 1901 Forst B       | 4   | 1 | 0 | 3 | 006:120 | 0,50  | 02:60  |
| 8.  | Cottbuser SC C         | 0   | 0 | 0 | 0 | 000:000 | 1,00  | 0:0    |
| 9.  | SC Union Cottbus       | 2   | 0 | 0 | 2 | 002:120 | 0,17  | 0:40   |
| 10. | FC Askania Forst (SOM) | 3   | 0 | 0 | 3 | 000:400 | 0,00  | 0:60   |

| (SOM) | südostdeutscher Titelverteidiger |
| (M)   | Titelverteidiger Bezirk          |

## 1. Klasse Oberlausitz
Die Oberlausitzer Meisterschaft wurde zuerst in zwei Gauen ausgetragen. Die beiden Erstplatzierten spielten in einem Entscheidungsspiel den Meister aus.

### Gau Görlitz
Aus dem Gau Görlitz sind aktuell nur der Tabellenerste, ATV 1847 Görlitz, und der Tabellenzweite, STC Görlitz, überliefert.

### Gau Sagan
Aus dem Gau Sagan ist aktuell nur der Sieger, Saganer SV, überliefert.

### Oberlausitzer Bezirksmeisterschaft
|            | Ergebnis |                        |
| ---------- | -------- | ---------------------- |
| Saganer SV | 5:3      | SVgg Gelb-Weiß Görlitz |

## 1. Klasse Niederschlesien
Die Niederschlesische Meisterschaft wurde zuerst in zwei Gauen ausgetragen. Aus diesen sind aktuell nur die Sieger ATV Liegnitz und VfB Schweidnitz überliefert. Beide spielten in einem Entscheidungsspiel die niederschlesische Bezirksmeisterschaft aus.
|              | Ergebnis |                 |
| ------------ | -------- | --------------- |
| ATV Liegnitz | 6:0      | VfB Schweidnitz |

## A-Klasse Mittelschlesien-Breslau
| Pl. | Verein                                  | Sp. | S  | U | N | Tore    | Quote | Punkte |
| --- | --------------------------------------- | --- | -- | - | - | ------- | ----- | ------ |
| 1.  | Vereinigte Breslauer Sportfreunde D (M) | 15  | 11 | 2 | 2 | 039:130 | 3,00  | 24:60  |
| 2.  | SC Schlesien Breslau                    | 14  | 9  | 2 | 3 | 027:130 | 2,08  | 20:80  |
| 3.  | Breslauer FV 06                         | 14  | 7  | 1 | 6 | 033:330 | 1,00  | 15:13  |
| 4.  | VfB Breslau                             | 15  | 6  | 2 | 7 | 029:310 | 0,94  | 14:16  |
| 5.  | SC Hertha Breslau (N)                   | 15  | 6  | 2 | 7 | 026:290 | 0,90  | 14:16  |
| 6.  | VfR 1897 Breslau                        | 14  | 5  | 3 | 6 | 026:270 | 0,96  | 13:15  |
| 7.  | Breslauer SC 08                         | 15  | 5  | 2 | 8 | 024:320 | 0,75  | 12:18  |
| 8.  | Breslauer SpVgg 05 Komet E (N)          | 14  | 3  | 3 | 8 | 022:330 | 0,67  | 09:19  |
| 9.  | SC Alemannia Breslau (N)                | 14  | 3  | 3 | 8 | 018:330 | 0,55  | 09:19  |

| (M) | Titelverteidiger Bezirk |
| (N) | Aufsteiger              |

## A-Klasse Oberschlesien
Die Oberschlesische Meisterschaft wurde zuerst in vier Gauen ausgetragen. Die jeweiligen Erstplatzierten und zusätzlich der Zweitplatzierte aus dem Gau Kattowitz spielten in einer Finalrunde den Meister aus. Die Ergebnisse aus den einzelnen Gauen sind aktuell nur teilweise überliefert.

### Gau Beuthen
Es sind nur die Tabellenstände überliefert. Der Sieger qualifizierte sich für die oberschlesische Meisterschaftsendrunde.
| Pl. | Verein                        |
| --- | ----------------------------- |
| 1.  | Beuthener SuSV 1909           |
| 2.  | VfR Königshütte               |
| 3.  | VfR Tarnowitz                 |
| 4.  | SC 1908 Königshütte           |
| 5.  | Silesia Königshütte           |
| 6.  | Bismarckhütter Ballspiel Club |

### Gau Gleiwitz
Aus dem Gau Gleiwitz ist aktuell nur der Sieger, TV Vorwärts Gleiwitz, überliefert.

### Gau Ratibor
Aus dem Gau Ratibor ist aktuell nur der Sieger, SpVgg Ratibor 03, überliefert.

### Gau Kattowitz
| Pl.                      | Verein                    | Sp. | S | U | N | Tore    | Quote | Punkte |
| ------------------------ | ------------------------- | --- | - | - | - | ------- | ----- | ------ |
| 1.                       | SC Diana Kattowitz        | 7   | 6 | 1 | 0 | 031:400 | 7,75  | 13:10  |
| 2.                       | FC Preußen 1905 Kattowitz | 7   | 6 | 1 | 0 | 026:400 | 6,50  | 13:10  |
| 3.                       | VfR Myslowitz             | 7   | 4 | 0 | 3 | 017:110 | 1,55  | 08:60  |
| 4.                       | FC 07 Laurahütte          | 7   | 4 | 0 | 3 | 013:140 | 0,93  | 08:60  |
| 5.                       | SC Zalenze 1906           | 6   | 2 | 0 | 4 | 014:120 | 1,17  | 04:80  |
| 6.                       | SC Germania Kattowitz     | 7   | 2 | 0 | 5 | 006:140 | 0,43  | 04:10  |
| 7.                       | SuSV Laurahütte           | 6   | 1 | 0 | 5 | 007:310 | 0,23  | 02:10  |
| 8.                       | TV Hohenlohehütte         | 7   | 0 | 0 | 7 | 009:330 | 0,27  | 0:14   |
| Stand: 28. Dezember 1919 |                           |     |   |   |   |         |       |        |

### Oberschlesische Bezirksmeisterschaft

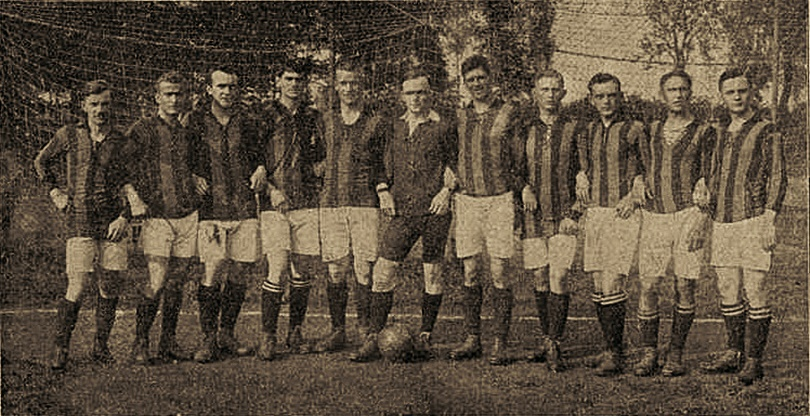
Beuthener SuSV 09 – Oberschlesische Bezirksmeister 1920

Vorrunde:
|                                                                 | Ergebnis |                      |
| --------------------------------------------------------------- | -------- | -------------------- |
| SpVgg Ratibor 03                                                | 1:5      | TV Vorwärts Gleiwitz |
| SC Diana Kattowitz und Beuthener SuSV 09 erhielten ein Freilos. |          |                      |

Halbfinale:
| Datum         |                    | Ergebnis |                       | Ort        |
| ------------- | ------------------ | -------- | --------------------- | ---------- |
| 2. April 1920 | SC Diana Kattowitz | 0:2      | TV Vorwärts Gleiwitz  | Laurahütte |
| N/A           | Beuthener SuSV 09  | FN/A F   | SC Germania Kattowitz | N/A        |

Finale:
| Datum          |                   | Ergebnis |                      | Ort       |
| -------------- | ----------------- | -------- | -------------------- | --------- |
| 18. April 1920 | Beuthener SuSV 09 | 3:1      | TV Vorwärts Gleiwitz | Kattowitz |

## Endrunde
Die Endrunde um die südostdeutsche Fußballmeisterschaft wurde in dieser Saison erneut im K.-o.-System ausgetragen. Qualifiziert waren die Meister aus den 5 Bezirken sowie der Titelverteidiger FC Askania Forst.

### Vorrunde
| Datum          |                                                                     | Ergebnis |                                                 |
| -------------- | ------------------------------------------------------------------- | -------- | ----------------------------------------------- |
| 25. April 1920 | FC Askania Forst (Titelverteidiger)                                 | 4:0      | Saganer SV (Sieger Bezirk Oberlausitz)          |
| 25. April 1920 | Vgt. Breslauer Sportfreunde (Sieger Bezirk Mittelschlesien-Breslau) | 5:1      | Beuthener SuSV 09 (Sieger Bezirk Oberschlesien) |
| 25. April 1920 | FC Viktoria Forst (Sieger Bezirk Niederlausitz)                     | 2:0      | ATV Liegnitz (Sieger Bezirk Niederschlesien)    |

### Halbfinale
| Datum                                  |                             | Ergebnis |                  |
| -------------------------------------- | --------------------------- | -------- | ---------------- |
| 2. Mai 1920                            | Vgt. Breslauer Sportfreunde | 1:0      | FC Askania Forst |
| FC Viktoria Forst erhielt ein Freilos. |                             |          |                  |

### Finale
| Datum       |                             | Ergebnis |                   | Ort     |
| ----------- | --------------------------- | -------- | ----------------- | ------- |
| 9. Mai 1920 | Vgt. Breslauer Sportfreunde | 6:2      | FC Viktoria Forst | Breslau |

## Quelle
- Deutscher Sportclub für Fußball-Statistiken: Fußball in Schlesien 1900/01 – 1932/33, Herausgeber: DSfFS e. V., Berlin 2007.
- Hardy Grüne: Vom Kronprinzen bis zur Bundesliga. In: Enzyklopädie des deutschen Ligafußballs. Band 1. AGON, Kassel 1996, ISBN 3-928562-85-1.
- Hardy Grüne: Vereinslexikon (= Enzyklopädie des deutschen Ligafußballs. Band 7). 1. Auflage. AGON, Kassel 2001, ISBN 3-89784-147-9 (527 Seiten).
- Regional: – GERMANY – LEAGUE FINAL TABLES 1919/20
- Regional: – Südostdeutsche Meisterschaft 1919/20